# Zdziarskie Brzegi

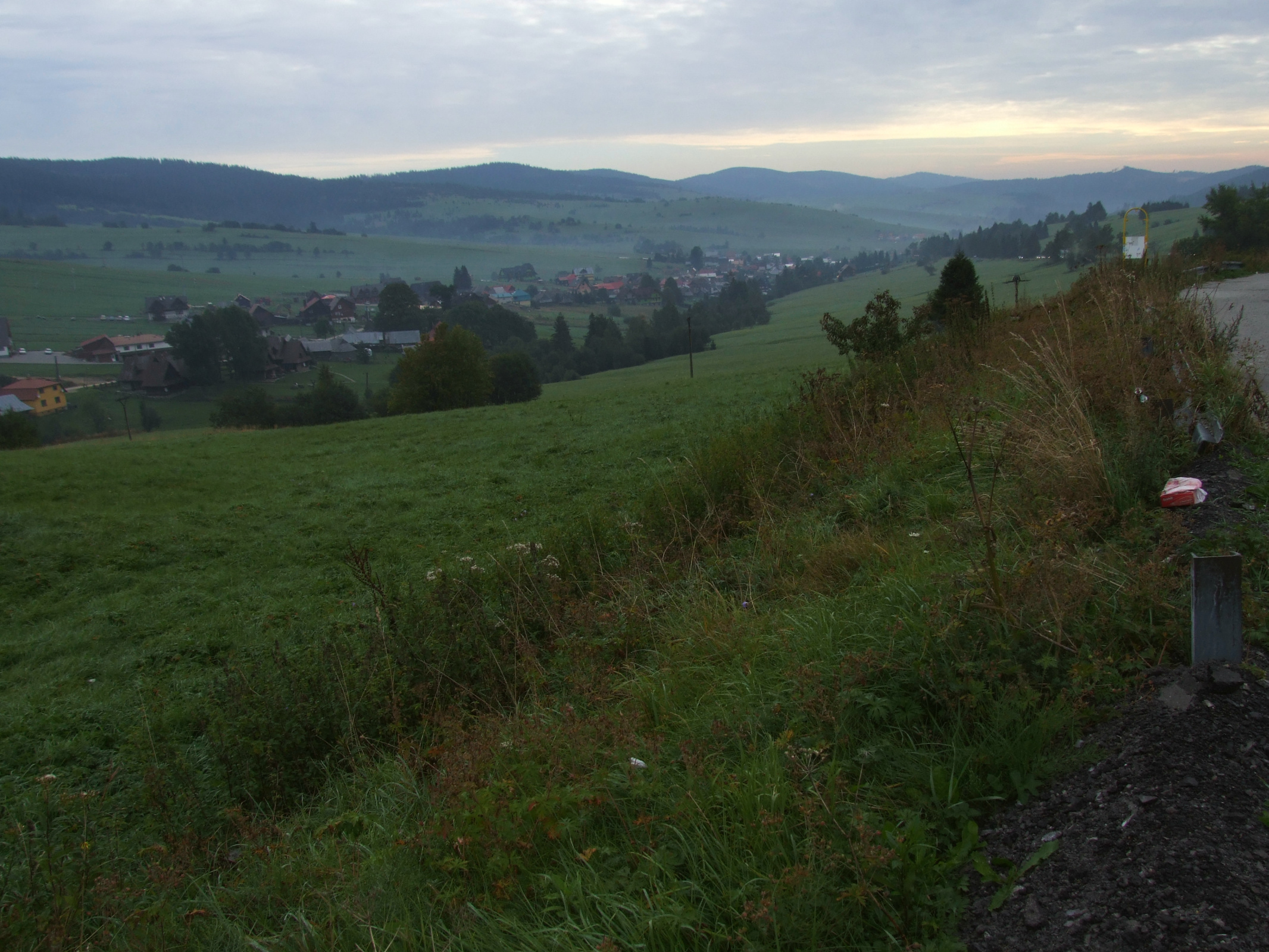
Od lewej: Magura Spiska, Dolina Zdziarska i Zdziarskie Brzegi

Zdziarskie Brzegi (słow. Brehy) – wałowaty grzbiet Magury Spiskiej oddzielający górną część Doliny Zdziarskiej od Doliny Średnicy, Doliny Bielskiego Potoku i Doliny Mąkowej. Zaczyna się po wschodniej stronie Zdziarskiej Przełęczy i poprzez Ptasiowskie Turnie opada do centrum miejscowości Zdziar, a dokładniej do miejsca, w którym Zdziarski Potok spływający Doliną Zdziarską uchodzi do Bielskiego Potoku spływającego Doliną Mąkową (ok. 880 m).  
Zdziarskie Brzegi są w większości bezleśne, pokryte łąkami. Zalesione są jedynie ich południowe stoki opadające do Doliny Bielskiego Potoku i Doliny Mąkowej. Zdziarskimi Brzegami prowadzi szosa zwana Drogą Wolności. Tuż po jej południowej stronie znajduje się na Zdziarskich Brzegach ośrodek narciarski Średnica (Ždiar – Strednica).
Południowe stoki Zdziarskich Brzegów są zarazem północnymi zboczami Rowu Podtatrzańskiego oddzielającego Tatry od Magury Spiskiej. Od Średnicy do Doliny Bielskiego Potoku prowadzi nimi szlak turystyczny.

## Szlak turystyczny
zielony: Średnica – Ptasiowska Rówienka – Zdziar. Czas przejścia 45 min, ↓ 45 min, stąd do Zdziaru również 45 min, ↓ 45 min